# Psyllobora borealis
Psyllobora borealis – gatunek chrząszcza z rodziny biedronkowatych i podrodziny Coccinellinae.

## Taksonomia
Gatunek ten opisany został po raz pierwszy w 1899 roku przez Thomasa Lincolna Caseya na łamach „Journal of the New York Entomological Society”. Jako miejsce typowe wskazano Coeur d’Alene w stanie Idaho. W tej samej publikacji Casey opisał z Kalifornii Psyllobora deficiens, która zsynonimizowana została z omawianym gatunkiem w 1985 roku przez Roberta Gordona.

## Morfologia
Chrząszcz o ciele podługowato-owalnym w zarysie, bardziej przysadzistym niż u P. vigintimaculata, grzbietobrzusznie przypłaszczonym, długości od 2,4 do 3,1 mm i szerokości od 1,9 do 2,4 mm. Głowa jest owłosiona. Czułki mają nabrzmiały i nieco spłaszczony człon nasadowy. Ubarwienie tła wierzchu ciała jest jasnożółte. Na tle tym występują ciemnobrązowe plamki. Wzór na pokrywach cechuje się dużymi plamami przyśrodkowymi, dużymi plamami bocznymi za środkiem długości wolnymi lub wąsko połączonymi z dużymi plamami wewnętrznymi, szeroko oddzielonymi od plam przedwierzchołkowych, które to z kolei nie dochodzą do szwu pokryw; zwykle obecne są kropki przykrawędziowe.

## Ekologia i występowanie
Zarówno larwy, jak i owady dorosłe są mykofagami, żerującymi na grzybach z grupy mączniakowców w rzędzie tocznikowców.
Owad nearktyczny. W Kanadzie zamieszkuje południowy skraj Kolumbii Brytyjskiej. W Stanach Zjednoczonych rozmieszczony jest od Waszyngtonu, Idaho i zachodniej Montany przez Oregon, zachodnie Wyoming, Nevadę, Utah i Kolorado po Kalifornię, północną Arizonę i północny Nowy Meksyk.